# Jacek Janczarski

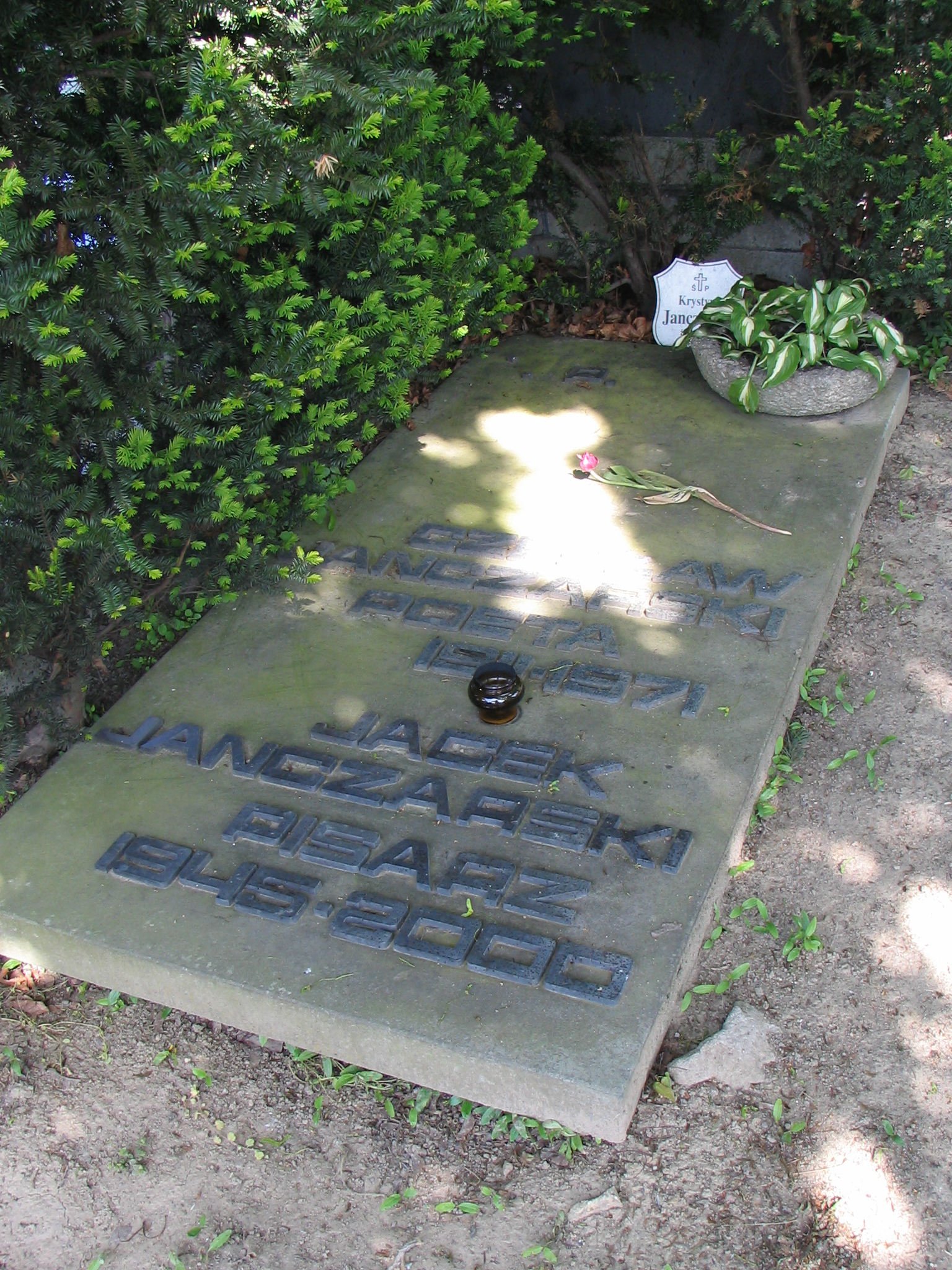
Nagrobek Czesława i Jacka Janczarskich na cmentarzu Powązkowskim (kwatera b-8-8)

Jacek Janczarski (ur. 27 lutego 1945 w Kurowie, zm. 2 lutego 2000 w Warszawie) – polski pisarz, dramaturg, satyryk, scenarzysta filmowy.

## Życiorys
Uczył się w Liceum Ogólnokształcącym im. Stefana Żeromskiego w Warszawie. W 1968 ukończył studia socjologiczne na Wydziale Filozoficznym Uniwersytetu Warszawskiego; nie uzyskał tytułu magistra, ponieważ nie obronił pracy dyplomowej z powodu choroby profesora.
W latach 60. współpracował z Kabaretem Hybrydy oraz napisał kilka tekstów piosenek dla kabaretu Gag. W 1968, będąc na ostatnim roku studiów, rozpoczął współpracę z Redakcją Poezji i Satyry Programu Trzeciego Polskiego Radia. W Trójce początkowo zajmował się opracowywaniem audycji literackich, m.in. Współczesna liryka jugosłowiańska, Poezja przekładów i Współcześni poeci polscy. Współtworzył też słuchowiska w Teatrze Polskiego Radia: U cioci na imieninach – show na Gnojnej, Kroniki humoru 1969, Podwieczorek przy mikrofonie, Teatrzyk Apokryf, Stary ojciec trzech synów, Niemoralność Pani Dulskiej i Nagle wstał. Poza tym m.in. tworzył serial radiowy Saga rodu Wymęga–Zarajewskich (który w 1973 przerodził się w cykl słuchowisk Kocham pana, panie Sułku), a także współtworzył audycje: Słownik miłości w odcinkach, Prywatny Instytut Badania Opinii Publicznej, Ilustrowany Tygodnik Rozrywkowy, Co się za tym kraje, Rodzina Poszepszyńskich i Zgryz. Napisał także teksty do Sagi rodu McOwieckich i słowa piosenek ze spektakli Wieczory przy Dziekance. W latach 1971–1974 był kierownikiem Redakcji Audycji Rozrywkowych Programu Trzeciego Polskiego Radia. W 1974 został zwolniony z pracy w Trójce. Mimo to wciąż tworzył dla rozgłośni cykle Kocham pana, panie Sułku i Rodzina Poszepszyńskich. Napisał także dwa spektakle dla Teatru Polskiego Radia: Leśniczówka (1976) i Jana Sebastiana Bacha 16A (1977). W 1975 został uhonorowany statuetką Złotego Mikrofonu, nagrodą przyznawaną za wybitne osiągnięcia radiowe. W latach 1981–1983 prowadził audycję Ogólnopolski Dezinformacyjny Magazyn Antypolityczny dla Programu Pierwszego Polskiego Radia.
W 1974 premierę miał jego autorski spektakl Kopeć, który był wystawiany w Starym Teatrze w Krakowie. W 1978 za spektakl Czyżby otrzymał tytuł sztuki roku na Festiwalu Sztuk Współczesnych we Wrocławiu. Napisał także sztuki: Kolejka, Umrzeć ze strachu, Mister Sex, Nasza klatka i Strajk w domu wariatów, a także spektakle telewizyjne: Szkoda słońca, Umrzeć ze strachu i Hurtownia, przy czym dwa ostatnie również wyreżyserował. Był autorem scenariuszy do filmów i seriali, takich jak m.in. Milioner (1977), Stan wewnętrzny (1983), Przybłęda (1986), O rany, nic się nie stało!!! (1987), Zmiennicy (1987–1988), Aby do świtu (1992), Żegnaj, Rockefeller (1993), Oczy niebieskie (1994), Spona (1998), To my (2000) i Kameleon (2001). W latach 1982–1987 był kierownikiem i specjalistą ds. literackich w Studiu Filmowym im. Karola Irzykowskiego.
Był autorem tekstów piosenek, m.in. „Ja jestem twoja Marilyn Monroe” i „Bardzo stara ballada japońska”. W 1990 premierę miała kaseta muzyczna Piotra Fronczewskiego pt. Ale kryzys z piosenkami z tekstami Janczarskiego. Napisał też piosenkę „Kiedyś będzie pierwszy raz” z filmu Nic się nie stało, „Pies i jego człowiek” z Przybłędy, tytułowy utwór ze Zmienników, „Balladę o miłości” z filmu Rozmowy o miłości czy „Zgadnij, kotku, co mam w środku” z filmu Przesłuchanie. Przez wiele lat był jurorem podczas Ogólnopolskiego Przeglądu Piosenki Autorskiej
Był redaktorem naczelnym satyrycznego tygodnika „Szpilki” (1991–1992) i czasopisma „Pepe” (1992–1993). W 1993 został współzałożycielem i prezesem firmy producenckiej Zgryz – Studio Test sp. z o.o, w której zajmował się produkcją rozrywkowych programów radiowych i telewizyjnych. Współtworzył m.in. scenariusz do programu TVN Maraton uśmiechu. W 1999 za słuchowisko Kocham pana, panie Sułku otrzymał nagrodę im. Andrzeja Waligórskiego w kategorii satyra eteryczna oraz nagrodę „TeleRzeczpospolitej” w plebiscycie „Złota Piątka”. Był członkiem i od 1999 wiceprezesem Stowarzyszenia Pisarzy Polskich.

## Życie prywatne
Był synem Krystyny i Czesława Janczarskich. Ojciec był pisarzem, poetą i twórcą utworów dla dzieci, a matka zajmowała się domem (wcześniej pracowała jako telefonistka na poczcie). Miał młodszą o dwa lata siostrę, Marię. Od 1946 mieszkał w Warszawie.
Był związany z aktorką Ewą Skarżanką. Był trzykrotnie żonaty. Ok. 1965 ożenił się z romanistką Urszulą Markiewicz, z którą był związany do 1972. Po rozwodzie przez pół roku spotykał się z Krystyną Zelenką. Przez kilka lat pozostawał w nieformalnym związku z pisarką i satyryczką Marią Czubaszek. Następnie został mężem aktorki Barbary Wrzesińskiej, z którą miał syna Borysa (ur. 1974). 13 grudnia 1986 poślubił aktorkę Ewę Błaszczyk, z którą miał córki-bliźniaczki, Aleksandrę i Mariannę (ur. 1994).
Zmarł 2 lutego 2000 z powodu tętniaka aorty. Został pochowany na cmentarzu Powązkowskim (kwatera b-8-8).

## Nagrody i wyróżnienia
W 1975 otrzymał nagrodę Złoty Mikrofon za twórczość radiową.

## Filmografia
Scenariusz:
- 1977 – Milioner
- 1983 – Stan wewnętrzny (na podstawie własnej noweli „Samotna”)
- 1984 – Przybłęda
- 1986 – Zmiennicy
- 1987 – O rany, nic się nie stało!!!
- 1992 – Aby do świtu... (serial)
- 1992 – Żegnaj, Rockefeller
- 1993 – Goodbye Rockefeller
- 1994 – Oczy niebieskie
- 2000 – To my
- 2001 – Kameleon (film)
- 2001 – Kameleon (serial)

Obsada:
- 1986 – Zmiennicy jako mężczyzna w windzie

Teksty piosenek filmowych:
- 1982 – Przesłuchanie – Zgadnij kotku
- 1984 – Przybłęda – Pies i jego człowiek
- 1986 – Zmiennicy – piosenka tytułowa
- 1987 – Dorastanie – piosenka tytułowa
- 1987 – O rany, nic się nie stało!!! – Kiedyś będzie pierwszy raz
- 1990 – Rozmowy o miłości – Ballada o miłości
- 1992 – Aby do świtu – W każdym z nas
- 1998 – Spona – Kiedy będzie pierwszy raz